# Ryjoszczur górski
Ryjoszczur górski (Rhynchomys banahao) – gatunek ssaka z podrodziny myszy (Murinae) w obrębie rodziny myszowatych (Muridae), występujący endemicznie na wyspie Luzon w archipelagu Filipin.

## Taksonomia
Gatunek po raz pierwszy zgodnie z zasadami nazewnictwa binominalnego opisał w 2007 roku filipińsko-amerykański zespół teriologów nadając mu nazwę Rhynchomys banahao. Holotyp (dorosły samiec) pochodził z góry Banahaw (14°03′59,4″N 121°30′30,9″E/14,066500 121,508583), na wysokości 1465 m, w prowincji Quezon, na Luzonie, w Filipinach. 
Rhynchomys banahao został opisany za pomocą danych morfoanatomicznych, morfometrycznych i molekularnych. Jest taksonem siostrzanym R. isarogensis. Autorzy Illustrated Checklist of the Mammals of the World uznają ten takson za gatunek monotypowy.

### Etymologia
- Rhynchomys: gr. ῥυγχος rhunkhos „pysk, ryj”; μυς mus, μυoς muos „mysz”[5].
- banahao: Banahaw (tagalska nazwa Banahao dla tej góry), Luzon, Filipiny[1].

## Morfologia
Długość ciała (bez ogona) 178–190 mm, długość ogona 126–130 mm, długość ucha 24–25 mm, długość tylnej stopy 39–40 mm; masa ciała 135–155 g. Od innych ryjoszczurów z wyspy Luzon gatunek ten różni się rozmiarami ciała, ubarwieniem oraz szczegółami budowy czaszki i zębów. Jego futro jest ciemne, gęstsze niż u pozostałych przedstawicieli rodzaju, bez wyraźnego rozgraniczenia między wierzchem i spodem ciała. Także tylne stopy są szersze w stosunku do długości niż u pozostałych ryjoszczurów.

## Zasięg występowania
Gryzonie te znane są wyłącznie z góry Banahaw na filipińskiej wyspie Luzon, choć mogą występować także na dwóch sąsiednich szczytach. 

## Ekologia
Znane osobniki zostały schwytane na wysokości 1250–1450 m n.p.m. w pierwotnym lesie górskim, który tworzą głównie zastrzalin (Podocarpus), Lithocarpus i czapetka (Syzygium). Nie stwierdzono ich występowania w lesie mglistym bliżej szczytu ani na niższych stokach góry. Zwierzęta te prawdopodobnie są aktywne o zmierzchu lub nocą, podobnie jak inne ryjoszczury. Na podstawie analizy treści żołądka jednego osobnika i wybieranej przynęty stwierdzono, że jedzą one dżdżownice i owady. Prawdopodobnie rozmnażają się w pierwszej połowie roku.

## Populacja
Ryjoszczury górskie występują tylko na jednej górze, w obszarze chronionym. Prawdopodobnie nie jest to gatunek liczny, trend rozwoju jego populacji nie jest znany. Brakuje danych, aby przydzielić mu kategorię zagrożenia. Jego środowisku życia nie zagraża wylesianie, natomiast zaszkodzić może mu ruch turystyczny i pielgrzymkowy.